# Oxyethira trifallax
'Oxyethira trifallax is een schietmot uit de familie Hydroptilidae. De soort komt voor in het Nearctisch gebied.